# 安藤徳器
安藤 徳器（あんどう とくき、1902年〈明治35年〉8月24日 –  1953年〈昭和28年〉1月15日）は、大正から昭和にかけての文筆家・翻訳者・報道記者。別名義として安藤十九木や杉森鵬程もあり、他にもXYZや十九気などの筆名もあったという。維新史の研究者から実録文学の執筆に転じ、また、西園寺公望や野口遵に関する書籍を特に多く出版した。

## 事績
岩国市の警察官・安藤徳明の子として生まれる。最初は軍人を志し、広島陸軍地方幼年学校第21期生として入学。善通寺歩兵第43連隊士官候補生を経て、陸軍士官学校第36期生となる。しかしこの後の安藤は、軍人としてのキャリアを進まなかった。
軍人の道を諦めた安藤は京都帝国大学史科に転じ、維新史を専攻した。在学中の1927年（昭和2年）に『趣味の維新史 第一巻 金子健四郎とその時代』を刊行し、研究者・文筆家としてデビューすることになる。京大卒業後は、東京高輪の公爵毛利家編輯所に入った。編輯所で勤務していた際の1930年（昭和5年）に、大井征との共訳で『英米仏蘭聯合艦隊 幕末海戦記』を平凡社から刊行している。一坂太郎はこの時期の安藤について、学界からも「新進気鋭の研究者として期待されていた」、と評している。
その後、安藤は編輯所を辞して文筆家として1人立ちし、1935年以降は多くの作品を刊行するようになる。一坂によれば、これらの作品群は「現代で言うところのノンフィクション・ノベルの先駆け」であり、「維新史研究者から作家への過渡期」のものであったと評している。しかし、この時期の安藤の文筆活動は特に学界から歓迎されず、安藤自身も周囲からの批判に相当に悩んでいた、とも指摘している。ノンフィクションものとしては、西園寺公望や野口遵に関する著作を多く発表している。
安藤はジャーナリストとしても活動し、愛宕山放送局や報知新聞、読売新聞で勤務した。戦時中は関東軍参謀本部などで嘱託となり、北京放送局などで勤務している。また、支那地理歴史大系刊行会の会長として、白揚社から『支那地理歴史大系』シリーズを編集・刊行した。1941年（昭和16年）には、編訳した『汪精衛自叙伝』を講談社から刊行している。
なお、ゾルゲ事件に関連し、西園寺公一との交友関係について安藤徳器は特別高等警察（特高）から疑われマークされていた、と福田蘭童が指摘している。一坂は、西園寺公望を追悼する著作を安藤が発表した形跡はない、と指摘しているが、同事件が影響した可能性は否定できない。また、1942年（昭和17年）以降、安藤個人としての執筆活動は相当に衰えている。
1953年（昭和28年）1月15日、鎌倉市にて死去。享年52（満50歳）。

## 逸話その他
陸士以前の時期について、安藤徳器本人によれば、外出止の処罰ばかり受けている学生で、軍事学そっちのけで文芸社会思想などの「禁断書」ばかり貪り読んでいたという。また、後に読売新聞で同僚・友人となる坂口三郎によると、安藤は陸士卒業演習の最中に上官を殴ったため、少尉に任官されず放逐されたという。ちなみに安藤の陸士同期首席に辻政信がおり、安藤はこれを誇りにしていたとされる。
一坂太郎は、安藤徳器の文壇での大規模な活動は数年間にとどまったがために、「時間の経過とともに、故郷ですら忘れ去られてしまったのだろう」と評している。
吉川英治・福田蘭童・西園寺公一と交友があったことは確認できる。なお、奇行・醜聞・違法行為の多さで知られる福田からすら、安藤徳器は「たしかに変わった人物だった」と評され、二人は吉川邸に押しかけては吉川そっちのけに口論を繰り広げていたという。また、安藤は美術愛好家であり、福田によれば、家の玄関まで骨董品を並べ立てて自慢しており、口論の原因も概ねそれであったとのことである。ただ、安藤については、福田のような違法行為や醜聞は公には確認できない。
栗栖赳夫は安藤徳器と同村出身であり、栗栖が小学校優等生になると安藤徳明・徳器父子から資金供与を受け、東京帝国大学法学部政治学科を卒業したという。そのため、安藤家は当時相当に裕福であったとみられるが、徳器の代で没落したとのことである。
坂口三郎によると、安藤は読売の同僚である東京帝国大学出身の木下半治と不仲で、議論が激してくると二人は殴り合いを演じ、年少の坂口がいつも必死に止めに入っていたという。

## 作品
〔著作〕
- 『趣味の維新史 第一巻 金子健四郎とその時代』（弘道閣、1927年）※第二巻以下は存在しない模様[1]
- 『趣味の維新外史』（日本公論社、1934年）※復刻版あり（マツノ書店、1999年）。復刻版では一坂太郎が文末解説
- 『維新志士銘々伝』（東光書院、1935年）
- 『山陽と蘇峰』（言海書房、1935年）
- 『陸海軍今昔物語』（言海書房、1935年）
- 『歴代内閣物語』（言海書房、1935年）
- 『物語叢書 第一 幕末偉人物語』（言海書房、1936年）
- 『西園寺公と湖南先生』（西園寺公と湖南先生刊行会、1936年）
- 『陶庵素描』（新英社、1936年）
- 『陶庵公影譜』（審美書院、1937年）
- 『園公秘話』（育生社、1938年）
- 『北支那文化便覧』（生活社、1938年）※編者
- 『今日を築くまで』（野口遵述。生活社、1938年）
- 『事業談・懐旧談』（同上）
- 『財界不連続線』（育生社、1938年）
- 『京劇入門』（日本公論社、1939年）
- 『大同石仏案内記』（宝雲舎、1939年）
- 『満支雑記』（白揚社、1939年）
- 『維新外史』（日本公論社、1940年）
- 『エノケン爆笑伝』（言海書房、1935年）※「安藤十九木」名義
- 『物語叢書 第二 ユーモア物語』（言海書房、1936年）※「杉森鵬程」名義

〔翻訳〕
- 『英米仏蘭聯合艦隊 幕末海戦記』（アルフレッド・ルサン著、大井征共訳。平凡社、1930年）
- 『汪精衛自叙伝』（講談社、1941年）※編訳